# Автошлях Т 2703
Автошля́х Т 2701 — автомобільний шлях територіального значення в Севастополі. Пролягає територією Севастопольської та Ялтинської міськрад через Гончарне — Ялту. Фактично є регіональним дублером швидкісного Н19. Загальна довжина — 44,9 км.

## Маршрут
Автошлях проходить через такі населені пункти:
| Автошлях Т 2703           |           |
| Севастополь               |           |
| Балаклавський район       |           |
| Гончарне                  | Н19       |
| Орлине                    |           |
| Автономна Республіка Крим |           |
| Ялтинська міська рада     |           |
| Оползневе                 |           |
| Голуба Затока             |           |
| Алупка                    | Н19       |
| Кореїз                    |           |
| Гаспра                    |           |
| Курпати                   |           |
| Ореанда                   |           |
| Лівадія                   |           |
| Виноградне                |           |
| Ялта                      | Н19Т 0117 |